# Tomopteris nationalis
Tomopteris nationalis är en ringmaskart som beskrevs av Carl Apstein 1900. Tomopteris nationalis ingår i släktet Tomopteris och familjen Tomopteridae. Inga underarter finns listade i Catalogue of Life.